# Oddworld: Munch’s Oddysee
Oddworld: Munch’s Oddysee ist ein Jump ’n’ Run des US-amerikanischen Videospielentwicklers Oddworld Inhabitants und der dritte Titel der Oddworld-Reihe. Er wurde erstmals zum Verkaufsstart der Spielekonsole Xbox am 14. November 2001 über den US-amerikanischen Publisher und Konsolenhersteller Microsoft veröffentlicht. Im Dezember 2010 wurde der Titel im Rahmen der Oddworld-Spielsammlung OddBoxx auf Windows portiert. 2012 erfolgte die Veröffentlichung eines grafisch überarbeiteten HD-Remakes für PlayStation 3. Es existiert zudem eine adaptierte Fassung gleichen Namens für Game Boy Advance aus dem Jahr 2003, die vom japanischen Entwickler Art Co. entwickelt wurde. Am 12. November 2015 wurde zudem eine Portierung für iOS veröffentlicht. Eine Portierung für macOS folgte im Januar 2016. Am 14. Mai 2020 erschien eine weitere Version für Nintendo Switch im Nintendo eShop.

## Handlung
Im Zentrum der Handlung stehen der aus den Vorgängern bekannte Mudokaner Abe und das namensgebende Amphibienwesen Munch aus dem Volk der Gabbits. Das Spiel beginnt mit einer Einführung in einem Mudokaner-Dorf, in dem der Spieler Abe steuert. Abe erhält den Auftrag, die Eier seiner ungeborenen Brüder aus den Händen der Glukkons zu befreien. Nach einem Szenenwechsel übernimmt der Spieler die Steuerung von Munch. Munch ist der letzten Überlebenden aus dem Volk der Gabbits, da die Glukkons in ihrem Heißhunger auf die Eier der Gabbits (Gabbiar) und ihrem Bedarf an Transplantationslungen als Ersatz für ihre eigenen Raucherlungen nahezu die gesamte Population ausgelöscht haben. Auf der Suche nach seinen Verwandten gerät Munch in die Gefangenschaft der sogenannten Vykkers, einem Volk von Wissenschaftlern, und wird in die Vykkers Labs gebracht. Munch kann jedoch entkommen und macht sich auf die Suche nach der letzten Dose Gabbiar, mit der er das Aussterben seiner Spezies zu verhindern hofft. Dabei kreuzen sich die Wege von Abe und Munch, worauf die beiden schließlich gemeinsam gegen die Vykkers und die Glukkons vorgehen. Neben dem Auffinden der Eier zählt ähnlich wie in den beiden Vorgängern die Befreiung versklavter Mudokaner und kleiner Pelztierchen aus dem Volk Fuzzles zu den Spielzielen. Nur wenn es gelingt mindestens 50 % der Gefangenen zu befreien, kann der Spieler das gute Spielende erreichen. Andernfalls scheitern die beiden Charaktere bei ihrer Mission und kommen ums Leben.

## Spielprinzip
Munch’s Oddysee ist der erste Titel der Serie mit einer dreidimensionalen Spielwelt und überträgt im Wesentlichen das Spielprinzip der beiden Vorgänger. Kern des Spiels sind die beiden Protagonisten mit ihren unterschiedlichen, sich gegenseitig ergänzenden Fähigkeiten. Munch ist in der Lage Maschinen zu bedienen und während er an Land sehr langsam ist, erhöht sich seine Fortbewegungsgeschwindigkeit und seine Sprungkraft im Wasser beträchtlich. Abes Stärken liegen wiederum bei der Bewegung an Land und seinen magischen Fähigkeiten, mit etwa die Möglichkeit, die Kontrolle über gegnerische Kreaturen zu übernehmen. Zahlreiche Aufgaben müssen durch die geschickte Ausnutzung der besondere Charakterfähigkeiten gelöst werden.

## Rezeption
Munch’s Oddysee erhielt mehrheitlich positive, jedoch deutlich niedrigere Bewertungen als seine Vorgänger (GameRankings: 79,14 % / Metacritic: 80 von 100).

“Oddworld: Munch’s Oddysee is being positioned as the Xbox’s Mario 64 or Crash Bandicoot. However, it really transcends that role. Although the aforementioned games were great and certainly furthered their genres, Munch’s Oddysee is the kind of title that will get game development noticed as an art form. It’s so obviously a labor of love. The characters and story are unlike anything on the market and ooze personality. This is by far the most creative Xbox launch game, but it suffers from repetitiveness and unresponsive controls.”

„Oddworld: Munch’s Oddysee wurde als Mario 64 oder Crash Bandicoot für die Xbox positioniert. Allerdings übersteigt es diese Rolle. Obwohl die zuvor genannten Spiele großartig waren und ihre Genres sicherlich erweitert haben, gehört Munch’s Oddysee zu der Sorte von Titeln, das der Spieleentwicklung die Anerkennung als Kunstform bringen wird. Es ist so offensichtlich das Ergebnis liebevoller Arbeit. Die Charaktere und die Handlung sind ohnesgleichen auf dem Markt und triefen vor Individualität. Dies ist der bei weitem kreativste Xbox-Launchtitel, aber er leidet unter dem sich wiederholenden Spielprinzip und einer schwergängigen Steuerung.“

## Nachfolgeprojekte

### Oddworld: Munch’s Oddysee (GBA)
Eine adaptierte Fassung des Spiels für die Handheldspielekonsole Game Boy Advance wurde durch das japanische Unternehmen Art Co. entwickelt. Als Publisher fungierte das US-amerikanische Unternehmen THQ, das das Spiel in den USA am 24. September 2003 und in Europa am 10. Oktober 2003 veröffentlichte. Anders als das Originalspiel verwendet die GBA-Fassung lediglich zweidimensionale Grafiken.
Munch’s Oddysee für GBA erhielt mehrheitlich negative Bewertungen (GameRankings: 49,45 % / Metacritic: 44 von 100).

### Oddworld: Munch’s Oddysee HD
Im Juli 2010 kündigte das britische Entwicklungsstudio Just Add Water an, gemeinsam mit Oddworld Inhabitants an einer Wiederbelebung des Oddworld-Universums zu arbeiten. Nach der Neuveröffentlichung aller Oddworld-Titel per digitaler Distribution wurde eine Überarbeitung und Neuveröffentlichung aller bisherigen Titel auf weiteren Plattformen angekündigt. Oddworld: Munch’s Oddysee HD erschien am 19. Dezember 2012 für PlayStation 3 als Downloadtitel über das PlayStation Network.

### Oddworld: Strangers Vergeltung
Der vierte Titel der Oddworld-Serie erschien 2005 über Publisher Electronic Arts für Xbox. Er wich stärker vom bisherigen Spielprinzip der Reihe ab und verband Elemente eines Action-Adventures mit denen eines Ego-Shooters. In einem Wild-West-Szenario steuert der Spieler darin den Kopfgeldjäger Stranger, der gegen die Unterdrücker des Volkes der Grubbs vorgeht.